# Marte Ataca!
Mars Attacks! (bra/prt: Marte Ataca!) é um filme estadunidense dos gêneros comédia negra e ficção científica lançado em 1996 sendo dirigido por Tim Burton, que também o coproduziu com Larry Franco. Com o roteiro escrito por Jonathan Gems, o filme foi baseado numa coleção de figurinhas homônima criada em 1962 pela empresa Topps Company. Apresentando um grande elenco de estrelas, o filme conta com as atuações de Jack Nicholson (em um papel duplo), Glenn Close, Annette Bening, Pierce Brosnan, Danny DeVito, Martin Short, Sarah Jessica Parker, Michael J. Fox, Pam Grier, Rod Steiger, Tom Jones, Lukas Haas, Natalie Portman, Jim Brown, Lisa Marie e Sylvia Sidney (em seu último papel no cinema).
O cineasta Alex Cox tentou fazer um filme baseado em "Mars Attacks" na década de 1980 antes de Burton e Gems começarem o desenvolvimento de sua versão em 1993. Quando Gems entregou seu primeiro rascunho em 1994, a Warner Bros. encomendou reescritas de Gems, Burton, Scott Alexander e Larry Karaszewski em uma tentativa de reduzir o orçamento para US$ 60 milhões. O orçamento final da produção chegou a US$ 80 milhões, enquanto a Warner Bros. gastou outros US$ 20 milhões na campanha de marketing para o filme. As filmagens ocorreram de fevereiro a junho de 1996 com locações nos estados americanos da Califórnia, Nevada, Kansas, Arizona e na Argentina.
Os produtores contrataram a Industrial Light & Magic para conceber os marcianos usando animação por computador depois que seu plano anterior de usar animação stop motion, supervisionado por Barry Purves, fracassou devido a limitações orçamentárias. Marte Ataca! foi lançado nos cinemas pela Warner Bros. Pictures nos Estados Unidos em 13 de dezembro de 1996 e foi recebido com resenhas mistas dos críticos. O filme arrecadou aproximadamente US$ 101,4 milhões em bilheteria, o que foi considerado uma bomba comercial. Marte Ataca! foi indicado ao Prêmio Hugo de Melhor Apresentação Dramática e recebeu várias indicações na cerimônia do Prêmio Saturno.

## Enredo
Quando a Terra é visitada por uma frota massiva de discos voadores de Marte o Presidente dos Estados Unidos James Dale se dirige ao povo de seu país. A apresentadora de um talk show Nathalie Lake e seu namorado, o repórter Jason Stone, entrevistam o conselheiro científico do presidente, Professor Donald Kessler, sobre o assunto, mas são inesperadamente interrompidos por uma transmissão do líder marciano. Enquanto os marcianos se preparam para pousar fora de Pahrump, Nevada, as pessoas ao redor do país reagem, incluindo o funcionário da loja de donuts Richie Norris e seu irmão mais velho Billy-Glenn, o extravagante operador de um cassino em Las Vegas, Art Land, e sua esposa hippie Barbara, o ex-boxeador divorciado Byron Williams e sua ex-esposa Louise, e os seus filhos Cedric e Neville.
Contra o conselho do general Decker, Dale escolhe saudar os marcianos como dignitários estrangeiros, ordenando ao oficial militar General Casey que os receba gentilmente na Terra. Billy-Glenn, que havia se alistado anteriormente para ser um militar do exército estadunidense, está entre os soldados que acompanham Casey enquanto ele cumprimenta os marcianos em Nevada. Apesar da mensagem traduzida do embaixador marciano afirmando que os extraterrestres "vieram em paz", o líder dos alienígenas vê um hippie soltar uma pomba no ar e atira nela com sua arma de raios. Os marcianos então se voltam contra a multidão reunida e os atacam com suas armas de raios, matando Casey, Jason e Billy-Glenn transformando-os em esqueletos junto com muitas outras pessoas, e sequestrando Nathalie e seu chihuahua de estimação Poppy.
Após o ataque, Kessler convence Dale de que a reação dos marcianos em Nevada pode ter sido o resultado de um mal-entendido cultural e Dale concorda em deixar o embaixador marciano se dirigir ao Congresso depois que os marcianos emitem um pedido formal de desculpas por suas ações. No entanto, mais uma vez os marcianos se voltam agora contra os políticos reunidos no local, aniquilando a maior parte dos congressistas, transformando-os em esqueletos e sequestrando Kessler. Enquanto Nathalie e Kessler são mantidos em cativeiro na nave-mãe marciana, os alienígenas trocam as cabeças de Nathalie e Poppy e reduzem Kessler a uma cabeça desencarnada.
Dale sobrevive por pouco a uma tentativa de assassinato feita por um marciano disfarçado de uma atraente mulher loira que se infiltrou na Casa Branca seduzindo e matando seu secretário de imprensa. Após a tentativa frustrada de assassinato, os marcianos iniciam uma invasão em grande escala da Terra, atacando grandes cidades em todo o mundo. Em meio à confusão originada pela invasão dos ETs à Casa Branca, a primeira-dama Marsha Dale é esmagada mortalmente por um lustre que se desprende do teto, enquanto o presidente Dale escapa para o Centro de Operações de Emergência Presidencial. Enquanto isso, Art é morto quando os marcianos destroem seu cassino em Las Vegas.
Ainda em Las Vegas, Barbara se prepara para fugir para Tahoe no avião particular de Art e se oferece para deixar Byron acompanhá-la. Eles são acompanhados pela colega de trabalho de Byron, Cindy, e pelo cantor convidado do cassino Tom Jones, que se oferece para pilotar o avião. Richie abandona seus pais em seu trailer e dirige até a casa de repouso onde sua avó Florence está para escoltá-la para um lugar seguro; durante o percurso, seus pais são mortos por um robô marciano gigante. Na casa de repouso, as cabeças dos extraterrestres começam a explodir quando estes ouvem uma música de um dos discos de Florence chamada "Indian Love Call", cantada por Slim Whitman, revelando uma de suas únicas fraquezas.
Eventualmente, soldados alienígenas conseguem invadir o bunker presidencial de Dale, esmagando Decker após reduzi-lo a um tamanho minúsculo com um raio de encolhimento, fazendo com que os outros da sala fujam ou sejam transformados em esqueletos, deixando Dale a última pessoa viva na sala. Ele faz um discurso eloquente e apaixonado exortando os marcianos a fazerem as pazes com a humanidade, mas o líder marciano, fingindo estar emocinado e com os olhos marejados, o esfaqueia fatalmente com um "dispositivo de mão falsa" após oferecer um aperto de mão.
Barbara, Byron, Cindy e Jones chegam ao avião de Art, mas encontram a pista invadida por um grupo de extraterrestres liderados pelo embaixador marciano. Para ganhar tempo para seus companheiros escaparem, Byron se oferece para despistar os ETs desafiando o embaixador para uma luta de boxe e o espanca até a morte antes de ser atacado pelos outros marcianos enquanto o avião decola. Ao redor do mundo, os marcianos são derrotados enquanto humanos tocam "Indian Love Call" para destruí-los. Kessler, Nathalie e Poppy morrem quando a nave em que estão cai.
Após a guerra com os marcianos, a filha adolescente dos Dales, Taffy, concede a Medalha de Honra a Richie e Florence. Em Washington, D.C. Byron, que sobreviveu ao ataque dos marcianos após matar o líder deles, cumprimenta sua família na casa de Louise. Em Tahoe, Barbara, Cindy e Jones emergem ilesos de uma caverna.

## Elenco
- Jack Nicholson como:
  - Presidente James Dale
  - Art Land, o proprietário do Galaxy Casino
- Glenn Close como a primeira-dama Marsha Dale, esposa de James
- Annette Bening como Barbara Land, esposa de Art
- Pierce Brosnan como Professor Donald Kessler
- Danny DeVito como o advogado Rude Gambler
- Martin Short como o porta-voz da Casa Branca Jerry Ross
- Sarah Jessica Parker como Nathalie Lake, entrevistadora de um talk show e interesse amoroso de Donald
- Michael J. Fox como Jason Stone, namorado de Nathalie
- Rod Steiger como General Decker
- Tom Jones como ele mesmo
- Natalie Portman como Taffy Dale, a filha do presidente James e Marsha
- Lukas Haas como Richie Norris
- Jim Brown como o boxeador aposentado Byron Williams
- Lisa Marie como o marciano disfarçado de mulher humana que seduz Jerry Ross para entrar na Casa Branca
- Sylvia Sidney como a Vovó Florence Norris, avó paterna de Richie
- Jack Black como Billy-Glenn Norris, irmão mais velho de Richie
- Christina Applegate como Sharona, namorada de Billy-Glenn
- Joe Don Baker como Glenn Norris, o pai de Richie
- Pam Grier como Louise Williams, ex-esposa de Byron
- Paul Winfield como General Casey
- Brian Haley como Mitch, um dos seguranças particulares do presidente
- O-Lan Jones como Sue-Ann Norris, mãe de Richie
- Janice Rivera como Cindy, assistente de Byron
- Ray J como Cedric Williams, primeiro filho de Byron e Louise
- Brandon Hammond como Neville Williams, segundo filho de Byron e Louise
- Jerzy Skolimowski como Dr. Zeigler
- Timi Prulhiere como a guia turística da Casa Branca
- Barbet Schroeder como o presidente francês Maurice
- Chi Hoang Cai como Sr. Lee
- Tommy Bush como o fazendeiro caipira que dirige o trator no começo do filme
- Joseph Maher como decorador pessoal da primeira-dama

Outros atores notáveis que apareceram no filme incluem John Roselius como o chefe do canal de TV GNN, Michael Reilly Burke e Valerie Wildman como repórteres da GNN, Rebecca Broussard como uma prostituta, Steve Valentine como diretor de TV e John Finnegan como o líder do Congresso. Rance Howard tem um pequeno papel como um dos investidores do cassino que vem do Texas, enquanto o dublador Frank Welker forneceu as vozes dos marcianos.

## Produção

### Desenvolvimento
Em 1985, Alex Cox concebeu a ideia de um filme baseado na série de figurinhas colecionáveis "Mars Attacks" como uma produção conjunta entre a Orion e a TriStar Pictures. Ele escreveu três rascunhos nos quatro anos seguintes, mas foi substituído por Martin Amis antes que as duas empresas colocassem o projeto de Marte Ataca! em inferno de desenvolvimento.
Em 1993, Jonathan Gems, um roteirista que já havia escrito vários roteiros não produzidos para o diretor Tim Burton, abordou o colega e lançou a ideia de transformar "Mars Attacks!" e "Dinosaurs Attack!", outra série de figurinhas, em filmes. Quando Gems e Burton perceberam que um filme baseado em "Dinosaurs Attack!" seria muito parecido com o recém lançado Jurassic Park de Steven Spielberg, Burton acreditou que uma adaptação de "Mars Attacks!" poderia funcionar como um filme de desastre dos anos 1970 com um grande ensemble cast; ele e Gems consequentemente alugaram uma cópia do filme The Towering Inferno (1974) e assistiram para se inspirar. Em uma entrevista posterior, Gems explicou: "Depois de ver aquele [filme], tudo veio a mim bem rápido. E, em cerca de uma semana, eu tinha tudo esboçado: a história e os personagens. E quando terminei, percebi que seria inevitavelmente – não podia deixar de ser – um retrato da América porque, seguindo a fórmula de Irwin Allen, eu esbocei uma série de personagens diferentes de diferentes estilos de vida e coloquei a ação em diferentes locais – neste caso: Califórnia, Nevada, Kansas, Nova York, Monte Rushmore e Washington D.C."
Burton, que estava ocupado preparando o filme Ed Wood (1994), acreditava que Marte Ataca! seria uma oportunidade perfeita para homenagear os filmes de Edward D. Wood Jr., especialmente Plan 9 from Outer Space (1959), e outros filmes B de ficção científica dos anos 1950 como Invaders from Mars (1953), It Came from Outer Space (1953), A Guerra dos Mundos (1953), Target Earth (1954), Invasion of the Body Snatchers (1956) e A Invasão dos Discos Voadores (1956).
Burton planejou Marte Ataca! com a Warner Bros., com o estúdio comprando os direitos de filmagem da série de cards colecionáveis em seu nome. A data original de lançamento nos cinemas foi planejada para o verão de 1996. Gems concluiu seu roteiro original em 1994, que foi orçado pela Warner Bros. em US$ 260 milhões. No entanto, o estúdio não queria gastar mais do que US$ 60 milhões para realizar o filme. Depois de entregar vários rascunhos, o estúdio ficou frustrado com a recusa de Gems para remover a abertura fria do filme, especificamente a cena das "vacas em chamas"; eles exigiram que não houvesse vacas queimando, mas Gems afirmou que não poderia inventar outra sequência (embora qualquer coisa que ele e Burton pudessem concordar melhorasse seu prólogo inicial de um "churrasco bovino"). Quando a última revisão do roteiro de Gems ainda incluía vacas queimando, o estúdio o dispensou; antes de deixar o projeto, Gems recomendou a dupla de roteiristas de Ed Wood Scott Alexander e Larry Karaszewski como seus substitutos na escrita do filme. Alexander e Karaszewski trabalharam no filme até julho de 1995, focando nos personagens e tornando o tom menos satírico; eles reescreveram o terceiro ato, incorporando os militares e um final que espelhava Independence Day (1996), de acordo com Gems.
Gems eventualmente retornou ao projeto, escrevendo um total de doze rascunhos do roteiro (bem mais de 90% do roteiro de filmagem finalizado). Embora ele seja creditado tanto pela história quanto pelo roteiro de Marte Ataca!, Gems dedica sua novelização do filme a Burton, que "coescreveu o roteiro e não pediu crédito". A Warner Bros. estava em dúvida sobre como os diálogos dos marcianos seriam representados e sugeriu a Burton adição de legendas nas falas dos ETs, mas ele recusou a ideia. Trabalhando com Burton, Gems reduziu os 60 personagens principais do filme para 23 e a destruição mundial planejada para o filme foi isolada em três grandes cidades. Cenas com marcianos atacando a China, Filipinas, Japão, Europa, África, Índia e Rússia foram excluídas do roteiro, deixando apenas Paris, Londres e o Taj Mahal. Gems comentou: "Tenha em mente que isso foi muito antes de Independence Day ser escrito [...] Tivemos ideias como Manhattan sendo destruída prédio por prédio, além da própria Casa Branca e o Empire State Building também. A Warner Bros. imaginou que tudo isso seria muito caro, então cortamos a maior parte para reduzir os custos". Falando ainda sobre as diferenças entre Marte Ataca! e Independence Day, Gems afirmou: "Independence Day é mais como uma versão de Fail Safe, enquanto Marte Ataca! é como Dr. Strangelove [ambos de 1964]", pois ambos os filmes tinham uma história semelhante, mas com tons diferentes.

### Seleção de elenco
A decisão de contratar um grande elenco de primeira linha para Marte Ataca! é paralela à estratégia que Irwin Allen usou para seus filmes de desastre, notavelmente The Poseidon Adventure (1972) e The Towering Inferno. O ator Jack Nicholson, abordado para o papel do presidente, brincou que queria interpretar todos os papéis. Burton concordou em escalar Nicholson como Art Land e o Presidente Dale após considerar seu trabalho positivo com o ator em Batman (1989).
A atriz Susan Sarandon foi originalmente definida para interpretar Barbara Land antes de Annette Bening ser escalada. Bening modelou sua personagem após assitir a atuação de Ann-Margret em Viva Las Vegas (1964). Hugh Grant foi a primeira escolha para o Professor Donald Kessler antes da definição de Pierce Brosnan para o papel. Meryl Streep, Diane Keaton e Stockard Channing foram consideradas para a primeira-dama Marsha Dale antes de Glenn Close ganhar o papel. Além de Nicholson, outros atores que voltaram a trabalhar com Burton em Marte Ataca! foram Sylvia Sidney de Beetlejuice (1988), O-Lan Jones de Edward Scissorhands (1990) e Danny DeVito de Batman Returns (1992), continuando a tendência de Burton de recontratar atores que ele já trabalhou em seus trabalhos anteriores.
Roger L. Jackson, mais conhecido como a voz do Ghostface na franquia de filmes Scream, faz uma aparição sem créditos como a voz do dispositivo tradutor marciano. Embora fizeste um trabalho simples no filme, foi sua atuação em Marte Ataca! que o ajudou a conseguir o papel da voz do assassino em Scream.

### Filmagens
A data de início originalmente programada para a fotografia principal era meados de agosto de 1995, mas as filmagens foram adiadas até 26 de fevereiro do ano seguinte. O diretor Tim Burton contratou Peter Suschitzky como diretor de fotografia porque era fã de seu trabalho nos filmes de David Cronenberg. O designer de produção Wynn Thomas (de Uma Mente Brilhante, Malcolm X) pretendia que a sala de comando do presidente fizesse uma referência a Dr. Strangelove. Durante a produção, Burton insistiu que a direção de arte, a cinematografia e o figurino de Marte Ataca! incorporassem o visual das figurinhas colecionáveis originais dos anos 1960.
Ao projetar o marciano (interpretado pela então namorada de Burton, Lisa Marie Smith), que seduz e mata Jerry Ross (Martin Short), a figurinista Colleen Atwood se inspirou no estilo usado nas cartas de baralho, na atriz Marilyn Monroe, nas pinturas de Alberto Vargas e no trabalho de Jane Fonda no filme de 1968 Barbarella. As filmagens de Marte Ataca! terminaram em 1º de junho de 1996. A trilha sonora do filme foi composta pelo compositor regular dos filmes de Burton, Danny Elfman, com quem Burton se reconciliou após uma briga ocorrida durante O Estranho Mundo de Jack (1993), o que ocasionou um rompimento entre o dois originando, inclusive, a não-cooperação de ambos em Ed Wood. Para seu trabalho, Elfman contou com a ajuda do guitarrista principal da banda Oingo Boingo, Steve Bartek, para ajudar a arranjar as composições para a orquestra.

### Efeitos visuais

Os marcianos do filme foram criados usando imagens geradas por computador pela empresa ILM.

Tim Burton inicialmente pretendia usar animação stop motion para apresentar os marcianos, vendo-a como uma homenagem aos trabalhos de Ray Harryhausen, sobretudo em Jasão e os Argonautas de 1963. Semelhante ao seu próprio trabalho em Beetlejuice, Burton "queria fazer [os efeitos especiais] parecerem baratos e propositalmente falsos o máximo possível". Ele primeiro abordou Henry Selick, diretor de O Estranho Mundo de Jack, para supervisionar o trabalho de stop motion, mas Selick estava ocupado dirigindo James e o Pêssego Gigante, também produzido por Burton. Embora a Warner Bros. estivesse cética em relação ao orçamento crescente e ainda não tivesse dado sinal verde para a produção do filme, Burton contratou Barry Purves para liderar o trabalho de stop motion; Purves criou uma equipe internacional de cerca de 70 animadores, que trabalharam em Marte Ataca! por oito meses e começaram a compilar filmagens de teste em Burbank, na Califórnia. Os funcionários do departamento estudaram a coreografia e o movimento de Gloria Swanson como Norma Desmond no filme Sunset Boulevard (1950) para se inspirar no movimento dos marcianos.
Quando o projeto orçamentário do filme estourou os US$ 100 milhões (o que contrariou a Warner Bros., que queria que a produção não passasse da faixa dos US$ 75 milhões), o produtor Larry J. Franco encomendou um rolo de teste da Industrial Light & Magic - ILM, a empresa de efeitos visuais com a qual trabalhou em Jumanji no ano anterior. Burton então acabou sendo convencido a abandonar a técnica de stop motion a favor da animação por computador, o que estabilizou o orçamento final da produção para US$ 80 milhões. Embora Purves não tenha sido creditado por seu trabalho, os supervisores de stop motion Ian Mackinnon e Peter Saunders, que anos mais tarde colaborariam com Burton em A Noiva Cadáver, receberam créditos pelos desenhos dos alienígenas. A Warner Digital Studios foi responsável pelas cenas de destruição global, sequências de discos voadores no ar, o pouso marciano em Nevada e o robô que persegue Richie Norris em sua caminhonete. A Warner Digital também empregou efeitos práticos construindo modelos em escala do Big Ben e de outros locais famosos pelo mundo. A cena da destruição do cassino Galaxy Hotel de Art Land foi uma filmagem da demolição noturna real do Landmark Hotel and Casino; Burton havia se hospedado no Landmark algumas vezes e ficou chateado quando soube que o local seria implodido, o que fez o diretor desejar "imortalizar" o cassino em seu filme.

## Trilha sonora
A trilha sonora do filme foi composta por Danny Elfman tendo seu álbum lançado em 4 de março de 1997 pela Atlantic Records.

### Lista de faixas
Todas as músicas compostas por Danny Elfman (exceto "Indian Love Call", escrita por Otto A. Harbach, Oscar Hammerstein II e Rudolf Friml, interpretada por Slim Whitman e "It's Not Unusual", escrita por Les Reed e Gordon Mills, interpretada por Tom Jones).
| N.º            | Título                | Duração |  |
| 1.             | "Introduction"        | 1:40    |  |
| 2.             | "Main Titles"         | 2:22    |  |
| 3.             | "First Sighting"      | 1:26    |  |
| 4.             | "The Landing"         | 6:01    |  |
| 5.             | "Ungodly Experiments" | 0:53    |  |
| 6.             | "State Address"       | 3:06    |  |
| 7.             | "Martian Madame"      | 3:02    |  |
| 8.             | "Martian Lounge"      | 2:54    |  |
| 9.             | "Return Message"      | 2:17    |  |
| 10.            | "Destructo X"         | 1:17    |  |
| 11.            | "Loving Heads"        | 1:20    |  |
| 12.            | "Pursuit"             | 2:55    |  |
| 13.            | "The War Room"        | 1:31    |  |
| 14.            | "Airfield Dilemma"    | 2:05    |  |
| 15.            | "New World"           | 1:45    |  |
| 16.            | "Ritchie's Speech"    | 3:09    |  |
| 17.            | "End Credits"         | 3:53    |  |
| 18.            | "Indian Love Call"    | 3:08    |  |
| 19.            | "It's Not Unusual"    | 2:00    |  |
| Duração total: | Duração total:        | 46:44   |  |

## Recepção

### Lançamento e bilheteria
A Warner Bros. gastou US$ 20 milhões na campanha de marketing do filme; somando os US$ 80 milhões gastos durante a produção, o orçamento final combinado chegou a US$ 100 milhões. Uma novelização, escrita pelo roteirista do filme Jonathan Gems, foi publicada pela Puffin Books em janeiro de 1997. O filme foi lançado nos cinemas dos Estados Unidos em 13 de dezembro de 1996, arrecadando US$ 9,38 milhões em seu fim de semana de estreia ficando em segundo lugar nas bilheterias, atrás de Jerry Maguire. No final total, Marte Ataca! arrecadou US$ 37,77 milhões domesticamente e US$ 63,6 milhões em outros países, chegando a um total global de US$ 101,37 milhões.
O filme foi considerado um fiasco de bilheteria nos Estados Unidos, mas geralmente obteve maior sucesso tanto de crítica quanto comercialmente na Europa. Muitos observadores encontraram semelhanças do filme com Independence Day, que também foi lançado em 1996. Tim Burton declarou: "Foi apenas uma coincidência. Ninguém me contou sobre isso. Fiquei surpreso com o quão próximo era", mas concluiu: "[...] Independence Day tinha um tom diferente - era diferente em tudo. Quase parecia que tínhamos feito uma espécie de versão da revista Mad de Independence Day".

### Recepção crítica
O filme recebeu respostas mistas dos críticos. No agregador de resenhas Rotten Tomatoes, Marte Ataca! tem uma taxa de aprovação de 56% com base em 86 avaliações, obtendo uma classificação média de 6,00/10 sob o seguinte consenso crítico: "Esta paródia de invasão alienígena de Tim Burton recria fielmente os personagens de madeira e as histórias de baixa qualidade dos filmes de ficção científica de Ed Wood dos anos 50 - talvez um pouco fielmente demais para o público tolerar". No Metacritic, o filme recebeu a pontuação 52/100 com base em 19 avaliações, indicando "avaliações mistas ou médias". O público pesquisado pelo CinemaScore deu ao filme uma nota média "B" em uma escala que varia de "A+" a "F".
O crítico Roger Ebert observou as homenagens aos filmes B de ficção científica dos anos 1950: "O próprio Ed Wood poderia ter nos dito o que há de errado com este filme: os produtores se sentiram superiores ao material. Para ser engraçado, até mesmo o 'Scherlock' tem que acreditar em si mesmo. Procure por Infra-Man [1975] ou Invasion of the Bee Girls [1973] e você encontrará filmes que não têm estrelas, grandes orçamentos e efeitos especiais extravagantes, mas são engraçados e divertidos de uma forma que a megaprodução de Burton nunca realmente conseguiu ser".
Kenneth Turan, crítico do jornal Los Angeles Times escreveu que "Marte Ataca! é todo cinismo e descrença dos anos 1990, zombando das convenções que Independence Day leva a sério. Tudo isso parece inteligente o suficiente, mas na verdade, Marte Ataca! não é tão divertido quanto deveria ser. Poucos de seus numerosos atores causam uma impressão duradoura e o coração e a alma de Burton não estão no humor [do filme]". Desson Thomson, ao escrever sua resenha pro The Washington Post, disse: "Marte Ataca! evoca muitos clássicos da ficção científica, desde O Dia em que a Terra Parou [1951] a Dr. Strangelove [1964], mas não faz muito além desse exercício superficial. Exceto pelas piadas visuais chocantes de Burton (talvez eu nunca me recupere da visão da cabeça de Sarah Jessica Parker enxertada no corpo de um chihuahua), a comédia desse filme parece ser um material desenvolvido pela metade. E a batalha climática entre terráqueos e marcianos é maçante e exagerada".
Richard Schickel, comentando sobre o filme na revista Time, fez uma crítica positiva: "Você tem que admirar a ousadia de todos: a amplitude das referências cinematográficas de Burton (e do escritor Jonathan Gems), que vão de Kurosawa a Kubrick; e acima de tudo sua recusa em nos oferecer um único personagem simpático. Talvez eles não criem terráqueos profundamente engraçados o suficiente para todos, mas um filme de grande orçamento completamente mesquinho é sempre uma raridade preciosa". Jonathan Rosenbaum, do Chicago Reader, elogiou o humor surreal e a comédia negra, que ele considerou estar na linha de Dr. Strangelove e Gremlins (1984); ele disse que estava longe de ser claro se o filme era uma sátira, embora os críticos o estivessem descrevendo como tal. Todd McCarthy da Variety chamou Marte Ataca! de "uma comédia cult de ficção científica mal escalada como uma extravagância elaborada de um grande estúdio e estrelas".

## Prêmios e indicações
Marte Ataca! chegou à constar na lista de concorrência por uma indicação para a categoria de Melhores efeitos visuais do Óscar, mas a Academia de Artes e Ciências Cinematográficas acabou selecionando Dragonheart, Twister e Independence Day (sendo vencido por este último).
Foi indicado para sete categorias no Prêmio Saturno, onde Danny Elfman ganhou por Melhor Música, enquanto o diretor Tim Burton, o escritor Jonathan Gems, o ator Lukas Haas, a figurinista Colleen Atwood e o departamento de efeitos visuais da Industrial Light & Magic receberam outras indicações por seus respectivos trabalhos.
O filme também foi indicado tanto para o Prêmio Saturno de melhor filme de ficção científica (que foi para Independence Day) quanto para o Prêmio Hugo de melhor apresentação dramática.